# Зої Кларк
Зої Кларк (англ. Zoey Clark) — британська легкоатлетка, спринтерка, призерка чемпіонату світу.
Срібну медаль чемпіонату світу Кларк виборола на Лондонському чемпіонаті 2017 року в складі збірної Великої Британії та Північної Ірландії в естафеті 4 х 400 метрів.

## Зовнішні посилання
- Досьє на сайті IAAF [Архівовано 6 серпня 2017 у Wayback Machine.]